# Julián Laguna Serrano
Julián Laguna Serrano (Madrid, 1910-Almería, 1990) fue un arquitecto español.

## Biografía
Nacido en 1910 en Madrid, cursó estudios de arquitectura en la capital. Obtuvo el título oficial de arquitecto en 1933, fecha a partir de al cual inicia su carrera profesional, siendo autor de diversos proyectos y edificios. Entre sus principales trabajos sobresalen la fábrica «La Yutera Palentina» en Palencia (1936), las oficinas el Banco de Aragón en Zaragoza (1944), la Iglesia de San Antonio en Madrid (1944) o la delegación de Hacienda en Huelva (1944). 
Durante la Dictadura franquista fue procurador en Cortes en dos períodos: 1943-1946 y 1952-1961. También estuvo a cargo de la Comisaría de Ordenación Urbana de Madrid, organismo dependiente del Ministerio de la Gobernación. Desde este puesto promovió «el saneamiento del suburbio, absorber el chabolismo y la lucha contra la especulación del suelo». Así mismo, ejerció la presidencia del Consejo Superior de los Colegios de Arquitectos de España entre 1952 y 1957. 